# Modulus guernei
Modulus guernei là một loài ốc biển, là động vật thân mềm chân bụng sống ở biển thuộc họ Modulidae.